# Arros-de-Nay
Arros-de-Nay è un comune francese di 782 abitanti situato nel dipartimento dei Pirenei Atlantici nella regione della Nuova Aquitania.

## Storia

### Simboli
Lo stemma comunale si blasona:
Ogni fuso rappresenta uno dei cinque quartieri di Arros-de-Nay: le Bourg, Moun de Rey, Bois de Bié, Les Labassères, le Petit Hameau.

## Società

### Evoluzione demografica
Abitanti censiti